# Wanda (kněžna)
Wanda (psáno i Wąda, v české literatuře též Vanda) byla polská legendární vládkyně. Podle nejznámější verze odmítla Wanda, dcera knížete Kraka a polské kněžny, vstoupit do manželství s německým knížetem, neboť složila slib cudnosti. Uražený kníže vpadl se svými vojsky do polské země. Armádě pod Wandiným velením se podařilo útok odrazit. Wanda se však rozhodla spáchat sebevraždu a vrhla se do vln řeky Visly, aby odvrátila budoucí napadení (podle jiné verze to byla oběť za získané vítězství).

## Středověká pověst

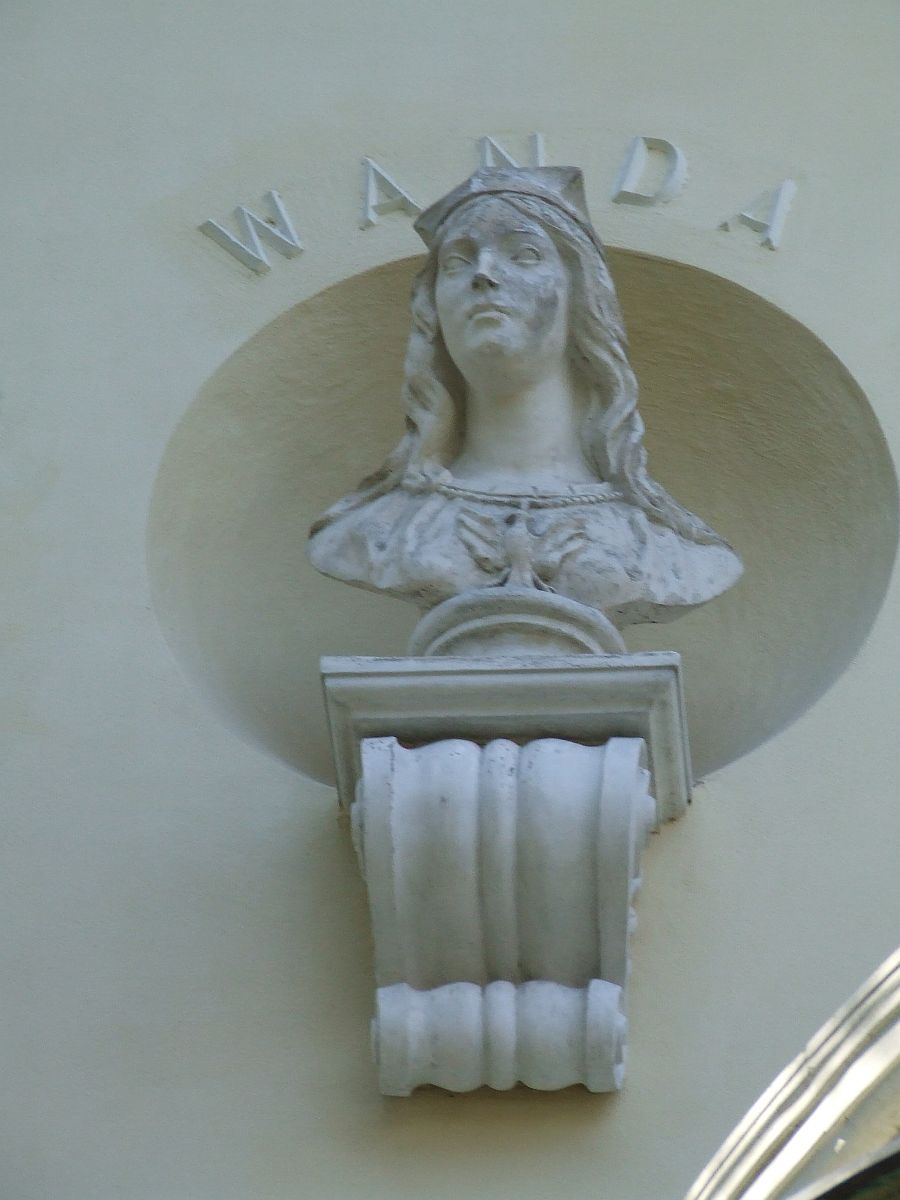
Poprsí Wandy na Ursiniovském paláci ve Varšavě

Postavu Wandy si nejpravděpodobněji vymyslel polský kronikář a krakovský biskup Wincenty Kadłubek (1150-1223). Podle Kadłubka vládla Wanda v Polsku po sesazení Krakova syna, který se dopustil bratrovraždy; po dočasném bezvládí ji měla panováním pověřit obec (kmeti, velmoži, sedláci), neboť byla poslední potomek Krakova rodu. Byla napadena jakýmsi "tyranem lemanským" (tj. německým), postavila se do čela vojsk a donutila nepřítele k návratu. Vojevůdce Lemanců pěje chvalozpěv na Wandu a páchá sebevraždu. Královna poté vládla dlouho a šťastně, zůstavši do smrti pannou. Kadłubek dodává:
Od ní má pocházet název řeky Vandalus, protože ji učinila středem svého království; a odtud se všichni, kdo podléhali její vládě, nazývali Vandalové.
V tomto nejstarším podání ještě není žádná zmínka u utopení se Wandy ve Visle. Ta se objevuje nejprve v pozdější Kronice velkopolské, a to jako "odpověď" na oběť Němců; kronika tímto způsobem odůvodňuje název řeky Visly "Vandal", doložený již u Kadłubka. Obecně známá verze pověsti však pochází z análů historika Jana Długosze (1415-1480), který rovněž jako první dává německému nájezdníku jméno Rytygier (tj. Rüdiger).
V pozdních polských i jiných kronikách (Długosz a Georgius Aelurius) se někdy uvádějí Vandiny dvě sestry. Jednou z nich měla být zakladatelka Prahy Libuše a druhou Waleska, považovaná za zakladatelku Kladska.

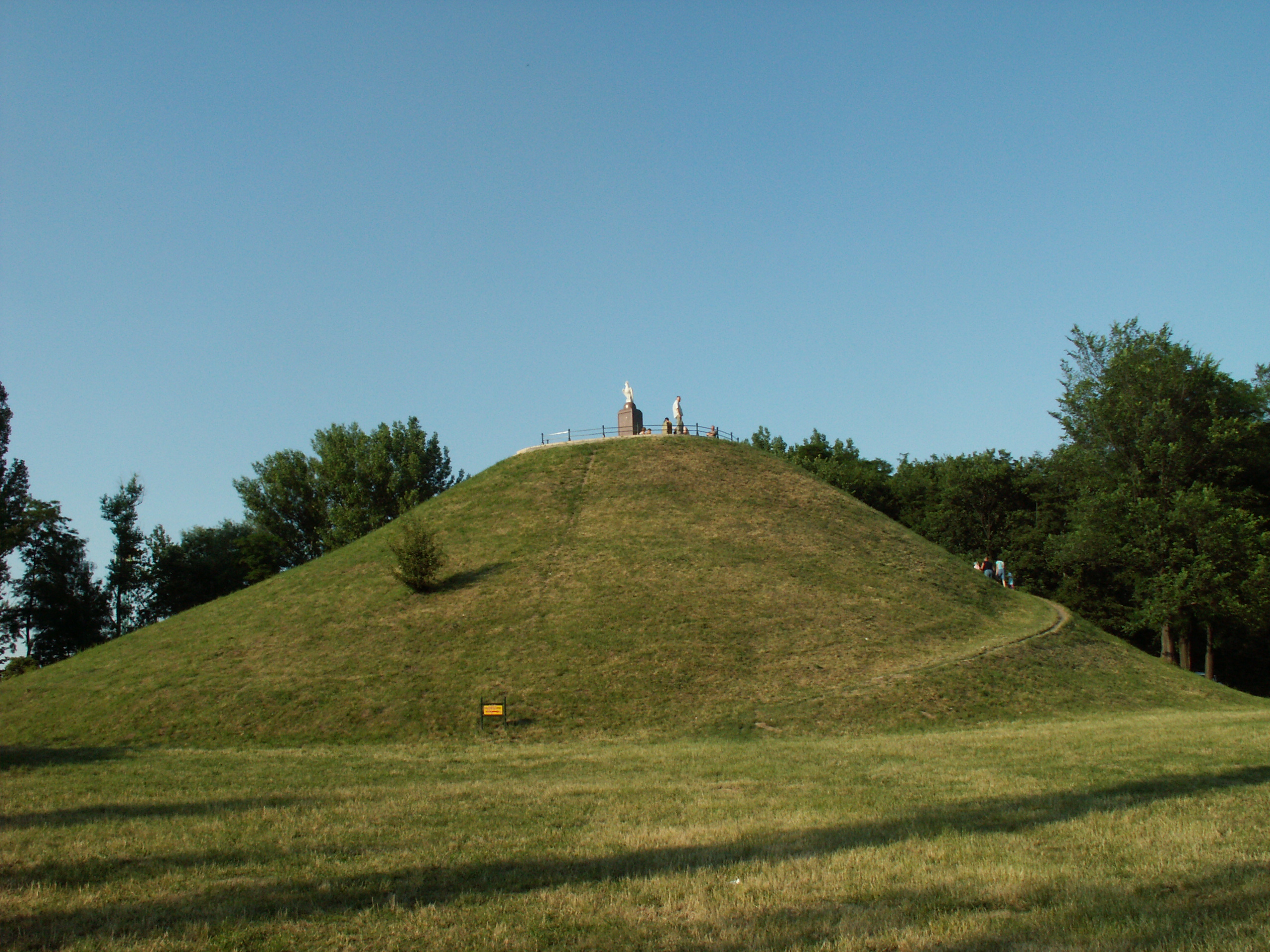
Wandin vrch v Krakově

## Wanda v novodobé kultuře
Motiv Wandy býval často využíván k politickým aktualizacím, například jako doklad toho, že Polsku může vládnout žena (Hedvika z Anjou, Anna Jagellonská), nebo v protiněmecké propagandě (Wanda leží v naší zemi, neboť nechtěla Němce).
Pověst o Wandě je tématem řady polských literárních děl, zvláště z doby válek o samostatnost. O Wandě psal mj. Johann Wolfgang von Goethe, drama nazvané Wanda napsal roku 1810 německý básník Zacharias Werner (1768-1823). Z výtvarných zobrazení Wandy je nejznámější obraz Maksymiliana Piotrowského Smrt Wandy z krakovské tržnice "Sukiennice" nebo cyklus "Dzieje Wandy" Michała Stachiewicza z cisterciáckého kláštera v Mogile u Krakova. Ten inspiroval Cypriana Kamila Norwida (1821-1883) k sepsání dramatu "Wanda" (1850). Rovněž chorvatský dramatik Matija Ban (1818–1903) učinil Wandu hlavní hrdinkou historické hry Vanda (1868).
Za hrob Wandy je považován Wandin vrch (Kopiec Wandy) poblíž Krakova, nacházející se nyní na území Nowé Huty, nedaleko vjezdu do kombinátu. Po Wandě je nazván i tamější nákupní dům, sídliště, sportovní stadión a most. Den jejích jmenin (23. červen) je současně dnem, kdy byla započata výstavba Nowé Huty (1949). Na vrcholu Wandina vrchu se od roku 1890 nachází pomník s Wandiným jménem a sochou orlice hledící na západ, který navrhl malíř Jan Matejko (1838-1893).

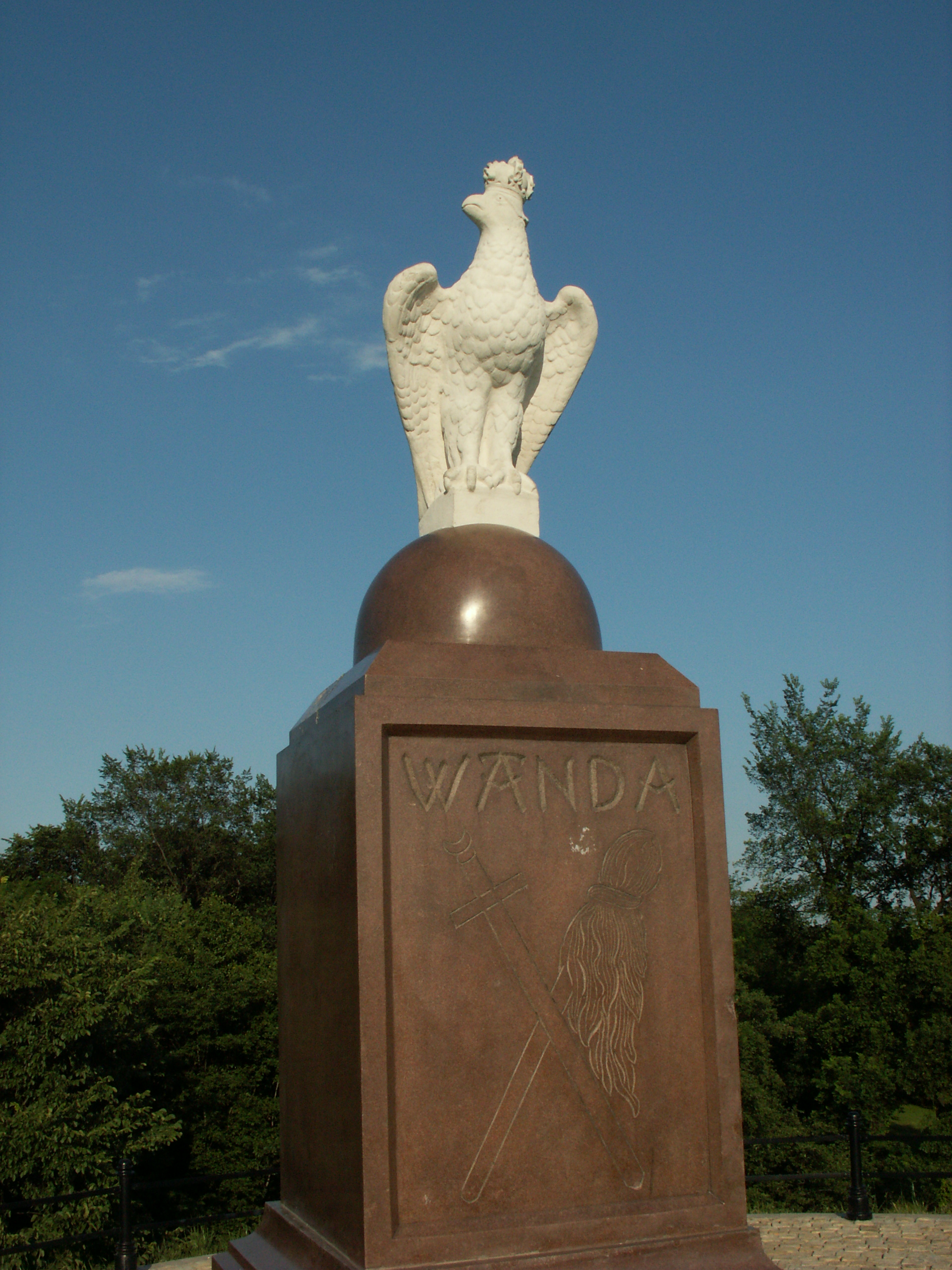
Pomník na Wandině vrchu

### Wanda v české kultuře
Wandu (Vandu) zmiňuje Jan Kollár ve Slávy dceři spolu s Kazi, Libuší a Tetou jako jednu z pohanských služebnic slovanských křesťanských světic.
Antonín Dvořák napsal na téma pověsti o Wandě svou pátou operu (Vanda, 1875).